# Bryan Grant

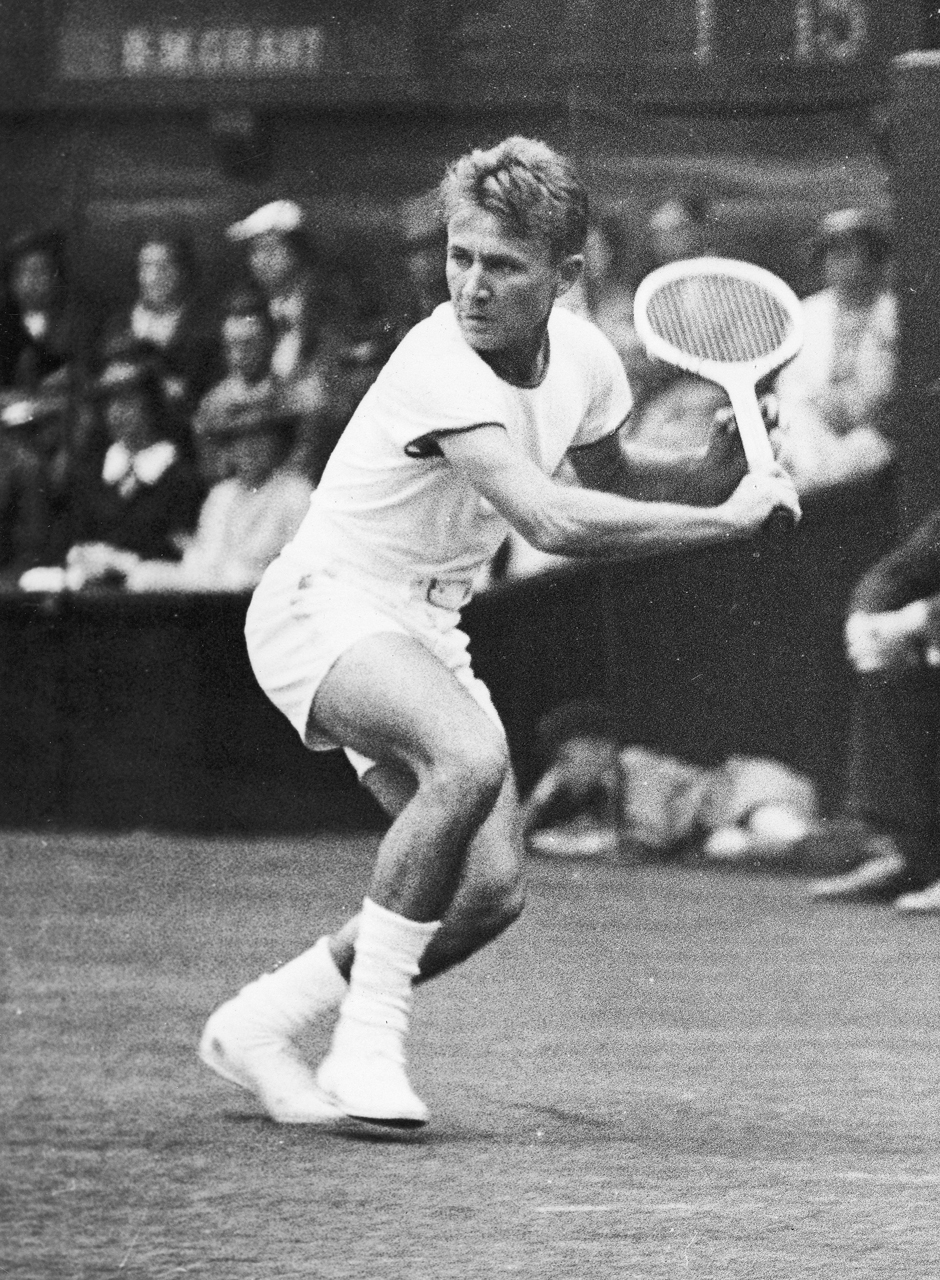
Bryan Grant (1937)

Bryan Moral "Bitsy" Grant, Jr., född 25 december 1910, Atlanta, Georgia, USA, död 5 juni 1986 var en amerikansk högerhänt tennisspelare. Bryan Grant upptogs 1972 i International Tennis Hall of Fame.
Bryan Grant rankades som en av USA:s 10 bästa tennisspelare vid flera tillfällen under perioden 1930-41. Han var nummer tre 1935 och 1936 och han rankades dessutom som en av världens 10 bästa spelare 1936 och 1937. Som bäst var han världens åttonde bästa spelare (1937).
Grant vann singeltiteln i amerikanska grusmästerskapen 3 gånger (1920, 1934 och 1935). Som singelspelare var han framgångsrik också i Grand Slam-turneringar. Han nådde semifinalen i Amerikanska mästerskapen 1935 efter att i en tidigare omgång ha besegrat andraseedade Donald Budge 6-4, 6-4, 5-7, 6-3. Grant nådde kvartsfinalen i mästerskapen 1937 och 1938. Under karriären noterade han också segrar över spelare som Ellsworth Vines. 
Under 1950- och 1960-talen deltog Grant i amerikanska mästerskap på olika underlag som seniorspelare. Han vann 19 singeltitlar, den senaste 1977 på grus. 
Bryan Grant deltog i det amerikanska Davis Cup-laget 1935-37. År 1937 återtog USA DC-titeln genom att i världsfinalen, Challenge Round, besegra Tyskland med 3-2 i matcher. Matchen spelades på gräsbanorna i Wimbledon i juli. Grant förlorade sina båda singlar mot Gottfried von Cramm (3-6 4-6 2-6) och Henner Henkel (5-7 6-2 3-6 4-6). Han spelade totalt 10 matcher för det amerikanska laget, av vilka han vann 8.